# Five (Prince Royce)
Five è il quinto album in studio del cantante statunitense Prince Royce, pubblicato nel 2017.

## Tracce
Edizione Standard
1. No Te Olvides – 3:51
2. Culpa al Corazón – 3:42
3. Dilema – 4:10
4. La Carretera – 3:58
5. Ganas Locas (featuring Farruko) – 3:20
6. Déjà Vu (with Shakira) – 3:16
7. Asalto – 3:09
8. Just As I Am (Spiff TV featuring Prince Royce & Chris Brown) – 3:44
9. Amor Prohibido – 4:09
10. Moneda (featuring Gerardo Ortíz) – 3:06
11. X (featuring Zendaya) – 3:52
12. Tumbao (featuring Gente de Zona & Arturo Sandoval) – 3:40

Edizione Standard - Tracce Bonus
1. Te Necesito – 4:07
2. Cuchi Cuchi – 3:56
3. Aquel Idiota – 3:47
4. Libérame – 3:27
5. Mírame – 3:45
6. No Creo En El Amor – 4:24